# Śmierć konia
Śmierć konia (tytuł oryginalny: Vdekja e kalit) – albański film fabularny z roku 1992 w reżyserii Saimira Kumbaro.

## Opis fabuły
W 1975, w okresie czystek w armii albańskiej, jeden z generałów i wykładowców Akademii Wojskowej zostaje skazany na karę śmierci. Zanim został skazany kierował jedną z największych w Albanii hodowli koni arabskich. Jego śmierć powoduje zagładę stadniny i wybicie koni. Jeden z pracowników stadniny, Agron, protestuje przeciwko likwidacji stadniny i trafia do obozu pracy, z którego wychodzi dopiero w latach 90. XX wieku.
Pierwszy film albański, który podjął kwestię rozliczenia z komunizmem. Paryskie czasopismo Le nuit określiło ten film jako autopsję dyktatury Envera Hodży.
Film realizowano w Szkodrze i w Tiranie.

## Obsada
- Timo Flloko jako Agron
- Rajmonda Bulku jako Merita
- Fitim Makashi jako komendant Vangjel
- Niko Kanxheri jako Estref, oficer Sigurimi
- Luan Qerimi jako ojciec Merity
- Tinka Kurti jako matka
- Xhemal Koçi jako dr Ali
- Milto Mima jako Haki Kurti
- Ferdinand Radi
- Darling Çapeli
- Harilla Vjero
- Lufti Zyko
- Bedri Jashari
- Luljeta Sallaku
- Agron Mema